# Villas palladianas
Las villas palladianas (en italiano, ville palladiane) son un conjunto de villas localizadas en la región del Véneto (Italia), concentradas en su mayor parte en la provincia de Vicenza, edificadas en torno a la mitad del siglo XVI por el arquitecto Andrea Palladio para las familias más importantes del lugar, en general aristócratas pero también algunos miembros de la alta burguesía.
Junto a la ciudad de Vicenza 24 villas palladianas del Véneto han sido incluidas, entre el año 1994 y el 1996, en la lista de Patrimonio de la Humanidad de la Unesco.
Las villas palladianas se distinguen de las villas romanas y de las villas mediceas toscanas: no se destinaban sólo al ocio de sus propietarios, sino que eran también centros de producción. Normalmente estaban rodeadas de grandes extensiones de campos y viñedos, e incluían almacenes, establos y depósitos para el trabajo del campo.
Usualmente tienen alas laterales, las barchesse destinadas a contener los ambientes de trabajo y sobre todo a dividir el espacio de los usuarios del cuerpo central de aquellos de los trabajadores, con la finalidad de que estos últimos no molestaran a los propietarios los cuales de esta manera no interferían con el trabajo.

## La arquitectura de la villa
La reputación de Palladio a los inicios, e incluso después de su muerte, se funda en su habilidad como diseñador de villas. Durante la guerra de la liga de Cambrai (1509-1517) resultaron muy dañadas las casas y las infraestructuras rurales. La recuperación de los niveles de prosperidad precedentes en la campaña fue probablemente lento, y data de los años 1540, con el crecimiento del mercado urbano de los productos alimenticios y la decisión a nivel gubernamental de liberar Venecia y el Véneto de la dependencia del cereal importado, y especialmente de aquel que provenía del siempre peligroso Imperio otomano. Esta enorme inversión en agricultura y en las estructuras necesarias para la producción agrícola aceleró el paso. Durante decenios los propietarios de terrenos habían adquirido constantemente, bajo el estable gobierno veneciano, pequeñas parcelas, y habían consolidado sus dominios no sólo a través de la adquisición, sino también el intercambio de grandes poderes con los otros propietarios. Las inversiones en irrigación y el drenaje acrecentó ulteriormente el rédito de los ricos latifundistas.
Las villas de Palladio, esto es, las casas de los propietarios fundiarios, respondían a la necesidad de un nuevo tipo de residencia rural. Sus diseños reconocen implícitamente que no era necesario tener un gran palacio en el campo modelado directamente sobre aquellos de la ciudad, como son de hecho muchas villas de finales del siglo XV (como la enorme villa da Porto en Thiene). Cualquiera más pequeña, a menudo de una sola planta principal habitable, era apta como centro para controlar la actividad productiva de la que derivaba probablemente la mayor parte del rédito del propietario, y para impresionar a los usuarios y vecinos además de para entretener a huéspedes importantes. Estas residencias aunque fueron a menudo más pequeñas que las villas precedentes, eran igualmente eficaces en relación con el fin de establecer una presencia social y política en el campo y estaban adaptadas para el reposo, la caza y para huir de la ciudad, siempre potencialmente malsana.

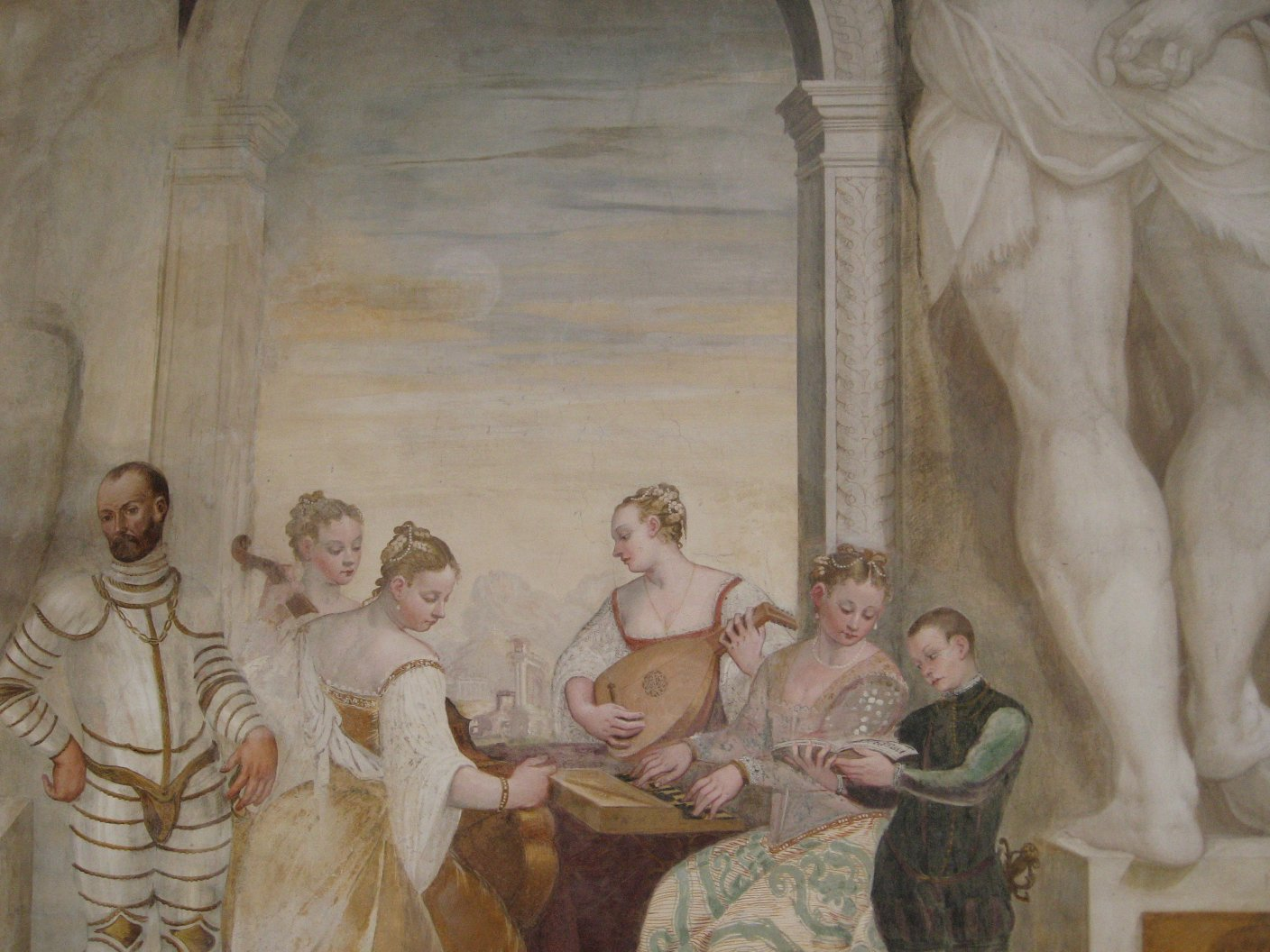
Los frescos del salón de Villa Caldogno testimonian los varios momentos de la vida en la villa en la época de Palladio.

Las fachadas, dominadas por frontones normalmente decorados con los símbolos del propietario, anunciaban una poderosa presencia en un territorio vasto y llano, y no tenían necesidad, para ser visibles, de tener la altura de los palacios ciudadanos. Sus logias ofrecían un lugar placentero y a la sombra para entretenerse, conversar o la ejecución musical, actividades que se pueden ver celebradas en las decoraciones de la villa como, por ejemplo, en villa Caldogno.
En el interior Palladio distribuía las funciones vertical u horizontalmente. Las cocinas, la despensa, la lavandería y las bodegas se encontraban en la planta baja: el amplio espacio bajo el techo se empleaba para conservar el producto más precioso de la explotación: el grano, que incidentalmente servía también para aislar los ambientes habitables inferiores. En la planta principal, habitada por la familia y sus invitados, las estancias más públicas (la logia y el salón se encontraban sobre el eje central mientras que a derecha e izquierda se iban abriendo habitaciones de distinto tamaño: desde las grandes cámaras rectangulares, a través de estancias cuadradas de dimensiones medias, hasta las pequeñas rectangulares, usadas a veces por los propietarios como estudios para administrar el fundo.
Las habitaciones de los propietarios no eran con frecuencia la única construcción de la que Palladio era responsable. Las villas a pesar de su apariencia no fortificada y sus logias abiertas, descendían aún directamente de los castillos y estaban rodeadas por un patio cerrado por un muro que le dotaba de la necesaria protección de los bandidos y malhechores. El patio («cortivo») contenía las barchesse, palomares, hornos para el pan, gallineros, habitaciones para los campesinos y los servidores domésticos, estancias para hacer el queso y bodegas para exprimir la uva. Ya desde el siglo XV se solía crear un patio delante de la casa, con un pozo, separada respecto al patio de servicio y con sus barchesse, los animales y los espacios para cribar el grano. Jardines, huertos de verduras y de especias, estanques para peces y, casi invariablemente, un gran huerto de árboles frutales (el brolo) estaban todos reagrupados o localizados en el interior del muro que rodeaba el lugar.

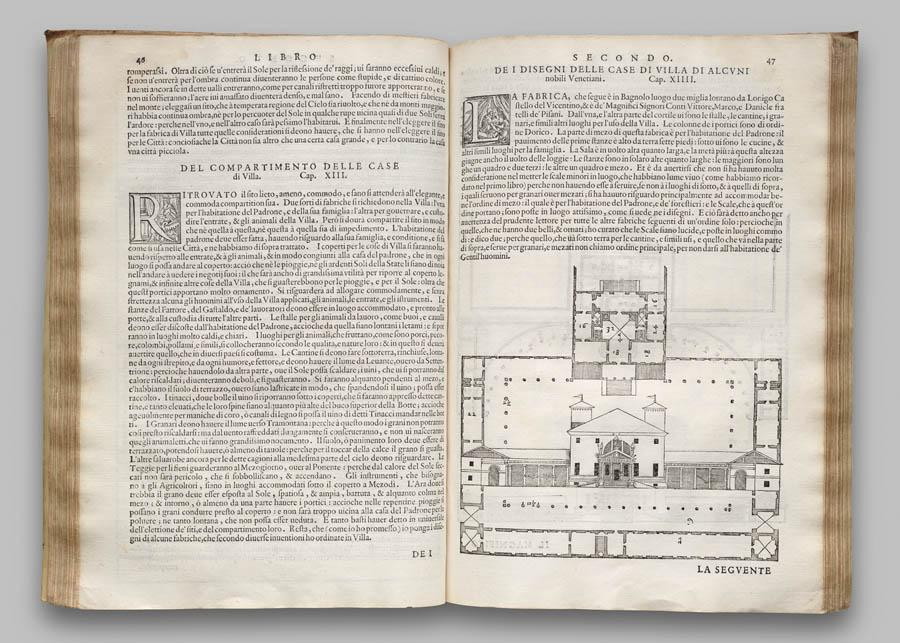
Villa Pisani a Bagnolo en I quattro libri dell'architettura de Palladio (libro II).

En sus diseños Palladio buscó coordinar todos estos elementos diferentes que en los conjuntos precedentes no estaban colocados en consideración a la simetría visual y la jerarquía arquitectónica, sino a menudo sobre la base de la forma del área disponible, generalmente delimitada por calles y cursos de agua. Incluso la orientación era importante: en su obra Quattro libri dell'architettura (publicada en Venecia en 1570), Palladio afirma que las barchesse debían estar hacia el sur de manera que se tuviera seca la paja para evitar que fermentase y se pudriera.
Palladio encontró inspiración en los grandes complejos que se parecían a las casas de campo rodeadas por sus dependencias, o que realmente creía que eran complejos residenciales —ejemplo de ello es el templo de Hércules Vencedor en Tívoli—, que había encontrado. Es claro por ejemplo, que las barchesse curvas que recorren el costado de la imponente fachada de la villa Badoer recordaban a las que eran entonces visibles en el foro de Augusto. En su tratado, Palladio muestra generalmente el sistema de villas simétricas, pero en realidad era consciente del hecho de que en caso de que no pudieran exponerse ambos lados de las barchesse al sur, como en el caso de villa Barbaro en Máser, el complejo nunca sería construido simétricamente. Un ejemplo es la villa Poiana donde la gran barchessa con refinados capiteles dóricos está ciertamente diseñada por Palladio. La barchessa existente está expuesta al sur, y no está equilibrada por un elemento correspondiente en el otro lado de la fachada principal.

## Localizaciones
Veinticinco son los lugares donde se encuentran edificios protegidos por la Unesco, todos ellos en la región del Véneto:
| Código  | Nombre                                                               | Localidad                | Provincia | Coordenadas                                |
| ------- | -------------------------------------------------------------------- | ------------------------ | --------- | ------------------------------------------ |
| 712-001 | Ciudad de Vicenza (incluyendo 23 edificios construidos por Palladio) | Vicenza                  | Vicenza   | 45°32′57″N 11°32′58″E / 45.54917, 11.54944 |
| 712-002 | Villa Trissino, hoy Trettenero, Cricoli                              | Cricoli                  | Vicenza   | 45°33′55″N 11°32′49″E / 45.56528, 11.54694 |
| 712-003 | Villa Gazzotti Grimani                                               | Bertesina (Vicenza)      | Vicenza   | 45°33′34″N 11°36′03″E / 45.55944, 11.60083 |
| 712-004 | Villa Almerico Capra, llamada «La Rotonda»                           | Vicenza                  | Vicenza   | 45°31′54″N 11°33′36″E / 45.53167, 11.56000 |
| 712-005 | Villa Angarano                                                       | Bassano del Grappa       | Vicenza   | 45°46′50″N 11°43′25″E / 45.78056, 11.72361 |
| 712-006 | Villa Caldogno                                                       | Caldogno                 | Vicenza   | 45°36′26″N 11°30′24″E / 45.60722, 11.50667 |
| 712-007 | Villa Chiericati                                                     | Grumolo delle Abbadesse  | Vicenza   | 45°30′16″N 11°39′12″E / 45.50444, 11.65333 |
| 712-008 | Villa Forni Cerato                                                   | Montecchio Precalcino    | Vicenza   | 45°39′11″N 11°33′40″E / 45.65306, 11.56111 |
| 712-009 | Villa Godi                                                           | Lonedo di Lugo Vicentino | Vicenza   | 45°44′44″N 11°31′43″E / 45.74556, 11.52861 |
| 712-010 | Villa Pisani                                                         | Bagnolo di Lonigo        | Vicenza   | 45°21′31″N 11°22′10″E / 45.35861, 11.36944 |
| 712-011 | Villa Poiana                                                         | Poiana Maggiore          | Vicenza   | 45°16′54″N 11°30′03″E / 45.28167, 11.50083 |
| 712-012 | Villa Saraceno                                                       | Agugliaro                | Vicenza   | 45°18′38″N 11°35′12″E / 45.31056, 11.58667 |
| 712-013 | Villa Thiene                                                         | Quinto Vicentino         | Vicenza   | 45°34′22″N 11°37′47″E / 45.57278, 11.62972 |
| 712-014 | Villa Trissino                                                       | Sarego                   | Vicenza   | 45°25′42″N 11°24′49″E / 45.42833, 11.41361 |
| 712-015 | Villa Valmarana                                                      | Bolzano Vicentino        | Vicenza   | 45°35′01″N 11°36′41″E / 45.58361, 11.61139 |
| 712-016 | Villa Valmarana                                                      | Monticello Conde Otto    | Vicenza   | 45°34′58″N 11°35′40″E / 45.58278, 11.59444 |
| 712-017 | Villa Badoer, llamada «La Badoera»                                   | Fratta Polesine          | Rovigo    | 45°01′48″N 11°38′46″E / 45.03000, 11.64611 |
| 712-018 | Villa Barbaro                                                        | Máser                    | Treviso   | 45°48′20″N 11°58′48″E / 45.80556, 11.98000 |
| 712-019 | Villa Emo                                                            | Vedelago                 | Treviso   | 45°42′43″N 11°59′23″E / 45.71194, 11.98972 |
| 712-020 | Villa Zeno                                                           | Cessalto                 | Treviso   | 45°42′11″N 12°38′20″E / 45.70306, 12.63889 |
| 712-021 | Villa Foscari, llamada «La Malcontenta»                              | Mira                     | Venecia   | 45°26′07″N 12°12′01″E / 45.43528, 12.20028 |
| 712-022 | Villa Pisani                                                         | Montagnana               | Padua     | 45°13′37″N 11°28′07″E / 45.22694, 11.46861 |
| 712-023 | Villa Cornaro                                                        | Piombino Dese            | Padua     | 45°36′14″N 11°59′57″E / 45.60389, 11.99917 |
| 712-024 | Villa Serego                                                         | San Pietro in Cariano    | Verona    | 45°29′58″N 10°55′32″E / 45.49944, 10.92556 |
| 712-025 | Villa Piovene                                                        | Lugo Vicentino           | Vicenza   | 45°44′48″N 11°31′36″E / 45.74667, 11.52667 |

De ellas, la «Villa Trissino» de Cricoli no está actualmente atribuida a Palladio por la crítica, sino sólo ligada tradicionalmente a su nombre.
Otras villas palladianas no comprendidas en la lista de la Unesco son:
- Villa Thiene, en la localidad de Cicogna (Villafranca Padovana), incompleta, construida sólo una barchessa.
- Villa Repeta, en Campiglia dei Berici, destruida por un incendio y reconstruida.
- Villa Porto, en Molina di Malo, incompleta.
- Villa Porto, en Vivaro de Dueville), de atribución incierta aunque tradicionalmente atribuida a Palladio.
- Villa Contarini, en Piazzola sul Brenta, cuyo primer núcleo es probablemente de Palladio.
- Villa Arnaldi, en Sarego, incompleta.